# Lotus 80
A Lotus 80 egy Formula–1-es versenyautó, amelyet a Team Lotus tervezett és versenyeztetett az 1979-es Formula–1 világbajnokság néhány futamán. Az autó a maximális szívóhatás (ground effect) elérésére törekedett, azonban számos probléma adódott vele, így nem volt sikeres. Az autót egyedül az 1978-as világbajnok Mario Andretti vezette.

## Áttekintés
Az autó tervezésekor a fő szempont az volt, hogy a Formula–1-ben akkor már pár éve alkalmazott szívóhatást (ground effect) maximálisan ki akarták használni. Így aztán a kasztni egyetlen nagy szívóhatást kiváltó rendszerként került megépítésre, az autó orrától a hátsó kerekekig. Már maga az orr is úgy került megépítésre, hogy abban egy további, szívóhatást kiváltó rendszer került megépítésre. Elméletben ez iszonyatos erőhatással járt együtt, így aztán a kasztnit sokkal erősebbre is kellett megépíteni, mint az előd Lotus 79-est. A hatalmas leszorítóerő egyben azt is jelentette, hogy az autónak nem volt szüksége szárnyakra.
Mivel a John Player Special cigarettamárka ebben az évben kivonult a Formula–1-ből, ezért az autó a brit versenyzöldben, jelesül a Lotus zöld-sárga színeiben pompázott. Jellegzetes, kólásüvegre emlékeztető formájú oldaldobozai itt jelentek meg először, ez a nyolcvanas években széles körben alkalmazott technika lett.
Mindennek ellenére az autónak volt egy óriási hátulütője. Andretti a tesztek során arról számolt be, hogy amikor gyorsul vele, nagyon jól viselkedik, fékezéskor és kanyarodáskor azonban váratlanul megszűnik a szívóhatás, majd ahogy elmegy, hatalmas erővel azon nyomban vissza is tér. Mint kiderült, a tervezés során átestek a ló túloldalára, és akkora leszorítóerőt értek el, amekkorát a pilóta már nem tudott kezelni. A probléma két részből állt. Az első az volt, hogy a szívóhatás miatt generált alacsony légnyomású terület az autó alján egybeesett a jármű tömegközéppontjával. Emiatt jött létre a "delfinezés" néven ismert jelenség, mely a 2022-ben bemutatkozó Formula–1-es autóknál is tömegesen jelentkezett: a szívóhatás során az autó alja annyira leért, hogy egy idő után megszűnt maga a hatás is, ezért az autó elemelkedett az aszfalttól - majd amint elegendő távolságra elemelkedett, a rendszer visszaszívta azt - emiatt az autó, de főleg benne a pilóta is folyamatosan le-föl pattogott. A második probléma az volt, hogy a kanyarokban elég volt akár csak egy kerékvetőre rámenni, és máris drasztikusan változott az autó alján a légnyomás. Ezután a csapat szárnyak felszerelésével kísérletezett, de ez nem sokat segített. A 80-ast csak Andretti vezette, mert csapattársa, Carlos Reutemann nem volt hajlandó kipróbálni.
Végül a csapatfőnök Colin Chapman is kénytelen volt elismerni, hogy a Lotus 80 nem az a csodaautó, amire számítottak. Andretti azért a spanyol nagydíjon szerzett egy dobogót, majd Belgiumban hiába kvalifikált vele ötödiknek, inkább mégis a 79-essel állt rajthoz. Monacóban és Franciaországban a problémák csak még jobban kijöttek, így mindkét versenynek kiesés lett a vége. A csapat kénytelen volt a Lotus 79-est áttervezni és újra bevetni.
A Lotus 80 ugyan teljes kudarc volt a csapat számára, de Chapman életben tartotta a koncepciót, és annak átdolgozásával kezdte meg a Lotus 88 fejlesztését.

## Eredmények
(félkövérrel jelölve a pole pozíció, dőlt betűvel a leggyorsabb kör)
| Év   | Csapat                    | Motor        | Gumik | Pilóták        | 1   | 2   | 3   | 4   | 5   | 6   | 7   | 8   | 9   | 10  | 11  | 12  | 13  | 14  | 15  | Pontok | Helyezés |
| ---- | ------------------------- | ------------ | ----- | -------------- | --- | --- | --- | --- | --- | --- | --- | --- | --- | --- | --- | --- | --- | --- | --- | ------ | -------- |
| 1979 | Martini Racing Team Lotus | Cosworth DFV | G     |                | ARG | BRA | RSA | USW | ESP | BEL | MON | FRA | GBR | GER | AUT | NED | ITA | CAN | USA | 39     | 4.       |
| 1979 | Martini Racing Team Lotus | Cosworth DFV | G     | Mario Andretti |     |     |     |     | 3   | NI  | KI  | KI  |     |     |     |     |     |     |     | 39     | 4.       |

35 pontot a Lotus 79-essel szereztek.

## Fordítás
Ez a szócikk részben vagy egészben  a   Lotus 80 című angol Wikipédia-szócikk ezen változatának fordításán alapul.  Az eredeti cikk szerkesztőit annak laptörténete sorolja fel. Ez a jelzés csupán a megfogalmazás eredetét és a szerzői jogokat jelzi, nem szolgál a cikkben szereplő információk forrásmegjelöléseként.